# Gyüszi László
Gyüszi László (Ete, 1929. november 25. – 2019. december 19.)  újságíró, tanár, helytörténész, költő, Komárom-Esztergom megye Príma díjasa, Tatabánya díszpolgára (2008).

## Életrajz
Etén született, 1929. november 25-én. Többgyermekes vidéki, szegény család tagja, aki 1945 után a Népi Kollégiumok Országos Szövetsége révén tanulhatott. Az ELTE magyar történelem szakát 1954-ben végezte el. Ettől kezdve kulturális rovatvezető volt a Komárom Megyei Dolgozók Lapjánál. 1956-os szerepe miatt a forradalmat követően általános iskolai tanár Oroszlányban, majd Vértesszőlősön. 1963-tól az, iskola megalapításától nyugdíjazásáig, 1989-ig a tatabányai Közgazdasági Szakközépiskola tanára volt. Ez volt élete hivatása. Mellette fontosnak tartotta, hogy a tudomány művelésével, helytörténettel is foglalkozzon. Hézagpótló tudományos, egyúttal olvasmányos helytörténeti – honismereti tárgyú könyveket, tanulmányokat, cikkeket írt.

## Művei
- Bánhida képeskönyv = Obrázková kniha Bánhidy : szemelvények Bánhida történetéből (2009)
- A bánhidai református egyház története: különös tekintettel a templomépítés körülményeire: 70 év bizonyság, (2009)
- Egy jobbágyfalu harca a földért a XIX. században (1972) • Ete, 1648-1998: tanulmányok és források a falu életrajzához, Ete. (1998)
- Oroszlány a 18-19. században (1988)
- Tatabánya 1956-ban. (1994). 2. bőv kiad. (2011)
- Tatabánya történelmi olvasókönyve,I. – II.(2004-2007)